# Венгерская философия
Венге́рская филосо́фия представляет собой интеллектуальную традицию Венгрии.

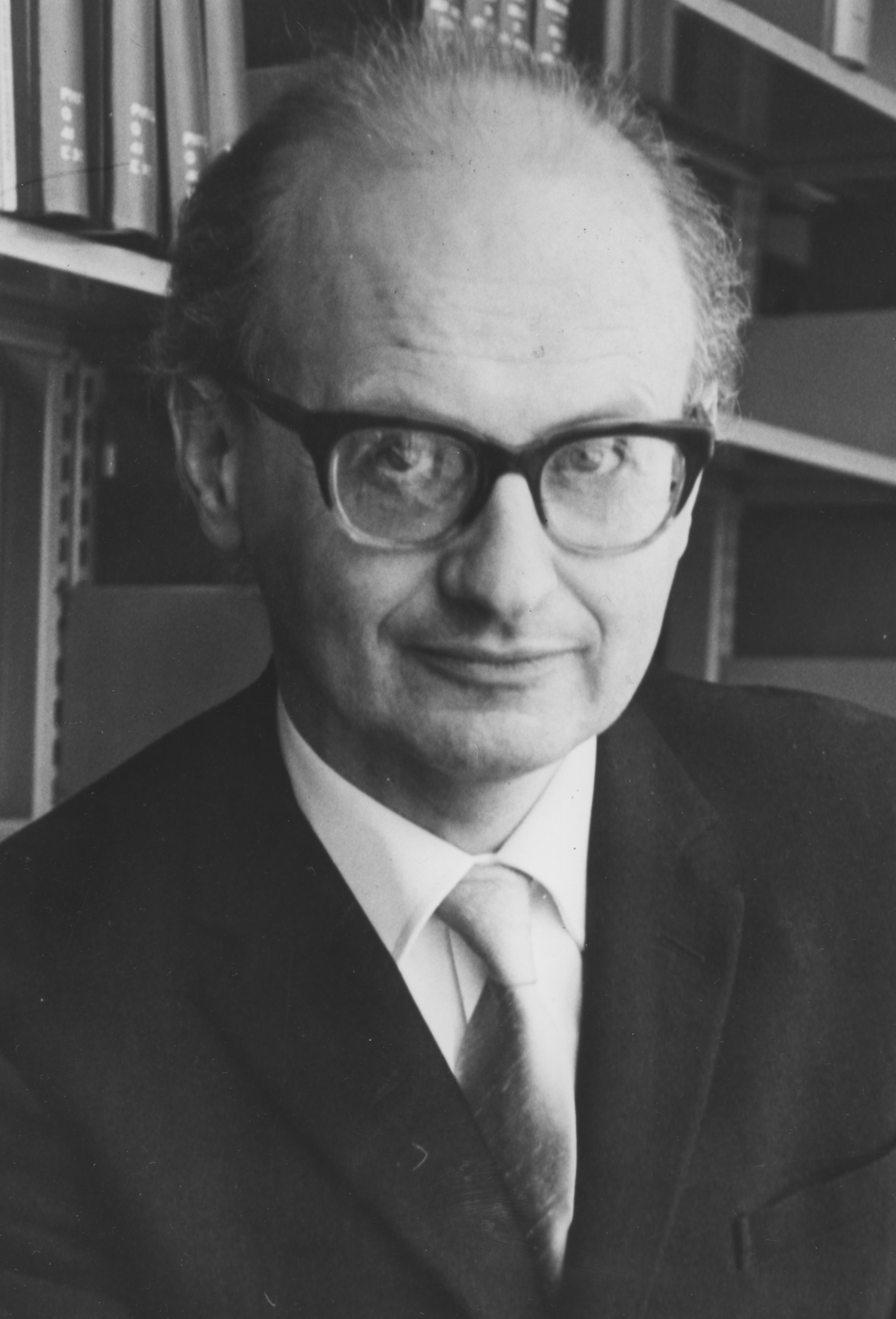
Венгерский философ-постпозитивист Имре Лакатос (Лакатош)

Ещё в XV веке Янош Витез собрал в Венгрии кружок интеллектуалов по типу итальянских обществ гуманистов, где изучались античные авторы. Ярким представителем венгерского ренессанса был хорватский поэт-гуманист Янус Паннониус. Однако последующее турецкое иго не способствовало развитию венгерской культуры.
Предпосылки появления философии в Венгрии созрели лишь в XVII веке, когда появился Будапештский университет. В религиозной борьбе католицизма и протестантизма появлялись мыслители вроде католического кардинала Петера Пазманя или кальвинистов епископа Иштвана Гелея Катоны и философа-картезианца, энциклопедиста Яноша Апацаи-Чере. Представителем венгерского Просвещения были литераторы Дьёрдь Бешшеньеи и Михай Чоконаи-Витез. Профессор философии Львовского университета Игнац Мартинович, бывший священник, ставший атеистом и материалистом, под влиянием идей Руссо основал движение венгерских якобинцев.
В XIX веке венгерские интеллектуалы находились под влиянием кантианства (Шамуэл Кётелеш), а также гегельянства и позитивизма, которые отразились в творчестве эстетика Яноша Эрдейи. Цирилл Йожеф Хорват стремился примирить различные философские системы. Свою школу основал Карой Бём с его философской антропологией. Оскар Яси и так называемый галилеевский кружок развивали учение, близкое к позитивизму в философии и левому либерализму в политике.
Современная Венгрия появилась в 1918 году в результате распада Австро-Венгрии и кратковременной социалистической революции (Венгерская советская республика). Отсюда в венгерской философии значительное марксистское присутствие, заложенное ещё видным левым теоретиком Эрвином Сабо. После установления правого хортистского режима 1919 года марксистские философы были вынуждены эмигрировать из страны; они были представлены Белой Фогараши, Шандором Варьяшем, Ласло Рудашем, но главным образом всемирно известными Арнольдом Хаузером, Карлом Маннгеймом и Дьёрдем Лукачем. Философы, работавшие в Венгрии в годы правления Миклоша Хорти, обычно представляли идеализм («христианский платонизм» Акоша Паулера и эклектический идеализм Дьюлы Корниша).
Значительную часть столетия страна существовала как социалистическое государство советского блока (Венгерская Народная Республика). Но долгое пребывание в составе Австрийской империи и связь с австрийской философией позволила венгерским мыслителям сопротивляться идейному влиянию советского марксизма. Под влиянием критического марксизма Лукача после 1945 года была сформирована Будапештская школа неомарксизма (Агнеш Хеллер, Ференц Фехер, Миклош Крашшо, Михай Вайда, Дьёрдь и Мария Маркуш). С 1957 года Венгерская академия наук издавала журнал "Венгерское философское обозрение" ("Magyar Filozófiai Szemle"). В 1957-2000 гг.журнал выходил раз в два месяца, а с 2001 года ежеквартально.  Вначале Бела Фогараши был основателем и главным редактором газеты, Агнеш Хеллер была её редактором, членами редакционной коллегии в то время  были Дьёрдь Лукач, Ласло Матрай, Эрик Мольнар, Джозеф Сигети. Бела Фогарши был директором Института философии Венгерской Академии Наук. Бела Фогарши занимался разработкой проблем диалектической логики.
Однако с кризисом коммунизма венгерские философы переходят на неолиберальные позиции; из живых представителей Будапештской школы на марксистских позициях остался только эмигрировавший после разгрома революции 1956 года Иштван Месарош. Некоторые венгерские мыслители-эмигранты являлись сторонниками антикоммунистических воззрений (бизнесмен Джордж Сорос и астрофизик Эндрю Джозеф Галамбос).
Помимо социальной философии внимание венгерских мыслителей привлекали проблемы эпистемологии (венгерские эмигранты Имре Лакатос и Майкл Полани) и эстетики (Арнольд Хаузер). Оригинальную теорию мироздания создал Эрвин Ласло, в её основе лежит гипотеза первичного информационного поля Акаши.